# Sphaerocoryne coccometra
Sphaerocoryne coccometra is een hydroïdpoliep uit de familie Sphaerocorynidae. De poliep komt uit het geslacht Sphaerocoryne. Sphaerocoryne coccometra werd in 1909 voor het eerst wetenschappelijk beschreven door Bigelow. 